# Tom Malone
Tom Malone (Honolulu, 16 juni 1947) is een Amerikaanse jazzmuzikant (trombone, trompet, fluit, tuba, saxofoon, synthesizer) en arrangeur van de modernjazz, die ook actief was als muziekproducent. Hij behoorde tot The Blues Brothers Band en heeft zich vooral onderscheiden als studiomuzikant (ook in het pop- en klassieke gebied).

## Biografie
Malone leerde vanaf 5-jarige leeftijd viool spelen en op 10-jarige leeftijd wisselde hij naar de tuba, die hij bespeelde in een marsband. Hij studeerde muziek aan de University of Southern Mississippi en aan de North Texas State University. Tijdens deze periode begeleidde hij Brenda Lee, Les Elgart, The Supremes, Stevie Wonder, Marvin Gaye, The Temptations en Gladys Knight & the Pips. Daarna behoorde hij tot de orkesten van Woody Herman (1969), Duke Pearson (1970), Louie Bellson (1971), Doc Severinsen en Frank Zappa (1972), voordat hij tot 1974 speelde bij Blood, Sweat & Tears. Tijdens deze periode begon ook zijn nauwe samenwerking met Gil Evans, met wie hij meerdere albums als The Gil Evans Orchestra Plays the Music of Jimi Hendrix en There Comes a Time opnam en tot 1987 meermaals op tournee was in Europa en Azië. In 1975 toerde hij ook met Billy Cobham, in het daaropvolgende jaar met The Band.
Malone werkte tussen 1975 en 1985 als arrangeur voor Saturday Night Live, waarbij hij vanaf 1981 ook als muzikaal leider van de band werkzaam was. Sinds de formatie in 1977 behoorde hij tot The Blues Brothers. Sinds 1993 behoorde hij tot het CBS Orchestra, optredend in the Late Show with David Letterman waarvoor hij ook arrangeerde.
Malone was alleen al tussen 1968 en 2010 op het gebied van de jazz betrokken bij 115 opnamesessies, o.a. met Carla Bley, Spyro Gyra, Howard Johnson en Ron Carter. Hij is ook te horen in de films The Last Waltz, Blues Brothers 2000 en Sister Act.

## Discografie
- 1992: Standards of Living (Big World)
- 1993: Eastern Standard Time
- 1998: Soulbones (Malaco)

- Bibsys: 12024765
- Bibliothèque nationale de France: cb139216907 (data)
- Gemeinsame Normdatei: 1016188854
- International Standard Name Identifier: 0000 0000 7839 8355
- Library of Congress Control Number: n94109618
- MusicBrainz: 59798d85-df1b-4cc5-91f8-f266eadb9ccb
- Nationale Bibliotheek van Tsjechië: xx0099879
- Système universitaire de documentation: 156626799
- Virtual International Authority File: 91222874
- WorldCat: E39PBJhd7XghWwt9RyQV77yyBP